# Окфаскі (округ, Оклахома)
Шаблон:StateAbbr_ 35°28′ пн. ш. 96°20′ зх. д. / 35.47° пн. ш. 96.33° зх. д.
Округ  Окфаскі (англ. Okfuskee County) — округ (графство) у штаті  Оклахома, США. Ідентифікатор округу 40107.

## Історія
Округ утворений 1907 року.

## Демографія
За даними перепису 2000 року загальне населення округу становило 11814 осіб, зокрема міського населення було 2976, а сільського — 8838.
Серед мешканців округу чоловіків було 6093, а жінок — 5721. В окрузі було 4270 домогосподарств, 2972 родин, які мешкали в 5114 будинках.
Середній розмір родини становив 3,06.
Віковий розподіл населення поданий у таблиці:
| Стать    | До 15 років | 15-21 | 22-29 | 30-39 | 40-49 | 50-65 | 65-85 | Понад 85 |
| -------- | ----------- | ----- | ----- | ----- | ----- | ----- | ----- | -------- |
| Чоловіки | 1188        | 610   | 601   | 898   | 936   | 1033  | 763   | 64       |
| Жінки    | 1156        | 553   | 470   | 688   | 741   | 1015  | 906   | 192      |

## Суміжні округи
- Крік — північ
- Окмалгі — схід
- Макінтош — південний схід
- Г'юз — південь
- Семінол — південний захід
- Поттаватомі — південний захід
- Лінкольн — захід

## Виноски
1. ↑  U.S. Decennial Census. United States Census Bureau. Архів оригіналу за 26 квітня 2015. Процитовано 21 лютого 2015.
2. ↑  Historical Census Browser. University of Virginia Library. Архів оригіналу за 11 серпня 2012. Процитовано 21 лютого 2015.
3. ↑  Forstall, Richard L., ред. (27 березня 1995). Population of Counties by Decennial Census: 1900 to 1990. United States Census Bureau. Архів оригіналу за 19 лютого 2015. Процитовано 21 лютого 2015.
4. ↑  Census 2000 PHC-T-4. Ranking Tables for Counties: 1990 and 2000 (PDF). United States Census Bureau. 2 квітня 2001. Архів оригіналу (PDF) за 18 грудня 2014. Процитовано 21 лютого 2015.
5. ↑  State & County QuickFacts. United States Census Bureau. Архів оригіналу за 6 червня 2011. Процитовано 12 листопада 2013.(англ.) Наведено за англійською вікіпедією.
6. ↑  American FactFinder. Бюро перепису населення США. Архів оригіналу за 26 лютого 2012. Процитовано 31 січня 2008.

| США | Це незавершена стаття з географії США. Ви можете допомогти проєкту, виправивши або дописавши її. |